# Aurelio Milani
Aurelio Milani (Desio, 14 maggio 1934 – Borgo Ticino, 25 novembre 2014) è stato un calciatore italiano, di ruolo attaccante.
Tra i pochi calciatori ad essersi laureato capocannoniere sia in Serie A che in B, conta anche un'apparizione in maglia azzurra.

## Biografia
Sposato con Ida, ebbe due figlie: Mariella e Simona. È deceduto nel 2014, all'età di 80 anni.

## Caratteristiche tecniche
Centravanti dotato dal punto di vista fisico, eccelleva nella finalizzazione ma anche nel servire assist ai compagni di squadra.

## Carriera

### Club

Milani alla Fiorentina, con il portiere Sarti e l'allenatore Hidegkuti, nella stagione 1961-62

Cresciuto nelle giovanili dell'Aurora Desio, nel 1952-53 passò al Cesano Maderno con allenatore Mario Trezzi, che lo portò al Fanfulla. Con il Fanfulla si mise in luce e poi giocò con il Monza, con cui vinse il titolo di cannoniere nella serie cadetta. L'affermazione avvenne tra le file della Triestina, con cui vinse un campionato di Serie B; fu così acquistato dalla Sampdoria, esordendo in A il 21 settembre 1958 nella sconfitta sul campo della Lazio.
Dopo una sola stagione al Padova di Nereo Rocco, si trasferì alla Fiorentina. Nel campionato 1961-62 replicò il successo tra i marcatori, con 22 realizzazioni in massima serie. Il positivo biennio in viola gli valse la chiamata dell'Inter, guidata in panchina da Helenio Herrera: i nerazzurri si erano da poco laureati campioni d'Italia.
Nella Grande Inter continuò ad occupare la posizione di centrattacco, sostituendo l'infortunato Di Giacomo. Autore di 7 gol in campionato, segnò anche una rete (il temporaneo raddoppio dei meneghini) nella finale di Coppa Campioni contro il Real Madrid. L'anno seguente trovò minor spazio, a causa dell'arrivo di Domenghini in attacco, ma soprattutto per via di un infortunio riportato nel corso di una gara con la Dinamo Bucarest, quando rimediò una ginocchiata alla schiena che ne causò il dislocamento di una vertebra.
Terminò quindi la carriera nel Verbania, ritirandosi a 33 anni.

### Nazionale
Esordì in Nazionale il 10 maggio 1964, giocando un'amichevole contro la Svizzera.
Conta anche 2 presenze e un gol nella rappresentativa B.

## Statistiche

### Presenze e reti nei club in Serie A
| Stagione          | Squadra           | Campionato        | Campionato | Campionato | Campionato |
| Stagione          | Squadra           | Comp              | Pres       | Reti       |            |
| ----------------- | ----------------- | ----------------- | ---------- | ---------- | ---------- |
| 1958-1959         | Sampdoria         | A                 | 34         | 13         |            |
| 1959-1960         | Sampdoria         | A                 | 10         | 1          |            |
| Totale Sampdoria  | Totale Sampdoria  | Totale Sampdoria  | 44         | 14         |            |
| 1960-1961         | Padova            | A                 | 33         | 18         |            |
| 1961-1962         | Fiorentina        | A                 | 33         | 22         |            |
| 1962-1963         | Fiorentina        | A                 | 18         | 1          |            |
| Totale Fiorentina | Totale Fiorentina | Totale Fiorentina | 51         | 23         |            |
| 1963-1964         | Inter             | A                 | 18         | 7          |            |
| 1964-1965         | Inter             | A                 | 11         | 0          |            |
| Totale Inter      | Totale Inter      | Totale Inter      | 29         | 7          |            |
| Totale carriera   | Totale carriera   | Totale carriera   | 157        | 62         |            |

### Cronologia presenze e reti in nazionale
| Cronologia completa delle presenze e delle reti in nazionale ― Italia | Cronologia completa delle presenze e delle reti in nazionale ― Italia | Cronologia completa delle presenze e delle reti in nazionale ― Italia | Cronologia completa delle presenze e delle reti in nazionale ― Italia | Cronologia completa delle presenze e delle reti in nazionale ― Italia | Cronologia completa delle presenze e delle reti in nazionale ― Italia | Cronologia completa delle presenze e delle reti in nazionale ― Italia | Cronologia completa delle presenze e delle reti in nazionale ― Italia |
| Data                                                                  | Città                                                                 | In casa                                                               | Risultato                                                             | Ospiti                                                                | Competizione                                                          | Reti                                                                  | Note                                                                  |
| --------------------------------------------------------------------- | --------------------------------------------------------------------- | --------------------------------------------------------------------- | --------------------------------------------------------------------- | --------------------------------------------------------------------- | --------------------------------------------------------------------- | --------------------------------------------------------------------- | --------------------------------------------------------------------- |
| 10-5-1964                                                             | Losanna                                                               | Svizzera                                                              | 1 – 3                                                                 | Italia                                                                | Amichevole                                                            | -                                                                     |                                                                       |
| Totale                                                                |                                                                       | Presenze                                                              | 1                                                                     |                                                                       | Reti                                                                  | 0                                                                     |                                                                       |

| Cronologia completa delle presenze e delle reti in nazionale ― Italia B | Cronologia completa delle presenze e delle reti in nazionale ― Italia B | Cronologia completa delle presenze e delle reti in nazionale ― Italia B | Cronologia completa delle presenze e delle reti in nazionale ― Italia B | Cronologia completa delle presenze e delle reti in nazionale ― Italia B | Cronologia completa delle presenze e delle reti in nazionale ― Italia B | Cronologia completa delle presenze e delle reti in nazionale ― Italia B | Cronologia completa delle presenze e delle reti in nazionale ― Italia B |
| Data                                                                    | Città                                                                   | In casa                                                                 | Risultato                                                               | Ospiti                                                                  | Competizione                                                            | Reti                                                                    | Note                                                                    |
| ----------------------------------------------------------------------- | ----------------------------------------------------------------------- | ----------------------------------------------------------------------- | ----------------------------------------------------------------------- | ----------------------------------------------------------------------- | ----------------------------------------------------------------------- | ----------------------------------------------------------------------- | ----------------------------------------------------------------------- |
| 16-10-1958                                                              | Saragozza                                                               | Spagna B                                                                | 3 – 1                                                                   | Italia B                                                                | Amichevole                                                              | -                                                                       |                                                                         |
| 6-5-1962                                                                | Tolosa                                                                  | Francia B                                                               | 2 – 2                                                                   | Italia B                                                                | Amichevole                                                              | 1                                                                       |                                                                         |
| Totale                                                                  |                                                                         | Presenze                                                                | 2                                                                       |                                                                         | Reti                                                                    | 1                                                                       |                                                                         |

## Palmarès

Milani con la maglia azzurra.

### Club

#### Competizioni nazionali
- Campionato italiano di Serie B: 1

Triestina: 1957-1958
- Campionato italiano: 1

Inter: 1964-1965

#### Competizioni internazionali
- Coppa dei Campioni: 2

Inter: 1963-1964, 1964-1965
- Coppa Intercontinentale: 1

Inter: 1964

### Individuale
- Capocannoniere del campionato di Serie B: 1

1955-1956 (23 gol)
- Capocannoniere del campionato di Serie A: 1

1961-1962 (22 gol, ex aequo con Altafini)